# Concepción de Santa Ana
María de la Concepción de Santa Ana Fernández, née le 18 janvier 1973 à Grenade, est une femme politique espagnole membre du Parti populaire (PP).
Elle est élue députée de la circonscription de Grenade lors des élections générales du 9 mars 2008.

## Biographie

### Études
Elle réalise ses études à l'université de Grenade où elle obtient son diplôme d'ingénieure des routes, des canaux et des ports. Elle exerce dans le privé entre 2001 et 2008 en tant que responsable du système de gestion du travail pour l'administration centrale et autonomique.

### Activités politiques
Elle est élue vice-secrétaire provinciale du PP de Grenade chargée des Infrastructures lors d'un congrès en juin 2005.
Elle est investie tête de liste du Parti populaire dans la circonscription de Grenade en vue des élections générales du 9 mars 2008. Elle est élue au Congrès des députés après que sa liste a réalisé le deuxième meilleur score de la circonscription derrière le PSOE en obtenant le soutien de 217 874 électeurs et trois des sept sièges en jeu. Membre de la commission de la Science et de l'Innovation, elle est porte-parole adjointe à la commission de l'Équipement. Elle mène de nouveau la liste du parti lors des élections législatives de novembre 2011 et obtient, cette fois, le meilleur score avec 237 785 voix et quatre des sept sièges à pourvoir. Réélue au palais des Cortes, elle siège à la commission des Affaires étrangères et à la commission de la Culture. Conservant ses fonctions de porte-parole adjointe à la commission de l'Équipement, elle intègre brièvement la députation permanente en début de législature.
Une nouvelle fois candidate lors des élections générales de décembre 2015, elle est cependant reléguée à la troisième place derrière Carlos Rojas — qui mène la liste — et Santiago Pérez López. Cette position ne l'empêche pas de conserver son siège puisque la liste obtient les trois sièges nécessaires à sa réélection. Elle est alors promue deuxième vice-présidente de la commission pour la Sécurité routière et porte-parole de la commission bicamérale pour l'Union européenne. Elle fait, en outre, partie de la délégation espagnole à l'Assemblée parlementaire du Conseil de l'Europe en tant que suppléante.
Réélue pour un quatrième mandat à la suite du scrutin anticipé de juin 2016, elle conserve ses fonctions de porte-parole et devient membre titulaire de la délégation espagnole à l'Assemblée parlementaire du Conseil de l'Europe. Elle est élue membre du comité exécutif du PP sur la liste de Pablo Casado lors du 19e congrès du parti.